# Seth Etherton
Seth Michael Etherton (Laguna Beach, California, 17 de octubre de 1976) es un lanzador de beisból estadounidense actualmente agente libre de la MLB, y en 2010-2011 jugó para los Tigres de Aragua de la Liga Venezolana de Béisbol Profesional. En el pasado Etherton jugó en la liga mayor estadounidense con los Kansas City Royals en 2006 y en 2009 con la Organización Coreana de Béisbol.
Dado que el equipo venezolano de Anzoátegui ganó la liga profesional de su país, Etherton viajó a Puerto Rico con el equipo para participar en la Serie del Caribe 2011 donde pichó para 1-1.